# 대한민국 형법 제265조
대한민국 형법 제265조는 동시범에 대한 형법각칙의 조문이다.

## 조문
제265조(자격정지의 병과) 제257조제2항, 제258조, 제258조의2, 제260조제2항, 제261조 또는 전조의 경우에는 10년 이하의 자격정지를 병과할 수 있다.  <개정 2016.1.6.>

第265條(資格停止의 倂科) 第257條第2項, 제258조, 제258조의2, 第260條第2項, 第261條 또는 前條의 境遇에는 10年 以下의 資格停止를 倂科할 수 있다.  <개정 2016.1.6.>

## 판례
- 피고인이 의자에 누워있는 피해자를 밀어 땅바닥에 떨어지게 함으로써 이미 부상하여 있던 그 피해자로 하여금 사망에 이르게 한 사건에서 시간적 차이가 있는 독립된 상해행위이나 폭행행위가 경합하여 사망의 결과가 일어나고 그 사망의 원인된 행위가 판명되지 않은 경우에는 공동정범의 예에 의하여 처벌할 것이다[1]

- 상해죄에 있어서의 동시범은 두사람 이상이 가해행위를 하여 상해의 결과를 가져올 경우에 그 상해가 어느 사람의 가해행위로 인한것인지가 분명치 않다면 가해자 모두를 공동정범으로 본다는 것이므로 가해행위를 한 것 자체가 분명치 않은 사람에 대하여는 동시범으로 다스릴 수 없다[2]

## 같이 보기
- 동시범
- 공동정범